# 기저 함수
기저 함수(basis function) 또는 바탕 함수란 함수 공간의 기저인 함수를 말한다. 모든 벡터 공간의 함수들을 기저 벡터의 선형결합으로 표시할 수 있듯이 모든 연속함수들은 기저 함수들의 선형결합으로 표시할 수 있다. 

## 예시

### 다항식 기저
실계수 2차 다항식에서 {1, t, t2} 은 기저 함수이다. 모든 실계수 2차 다항식은 a1+bt+ct2의 꼴로 표현되므로, 기저함수 1, t, and t2의 선형결합으로 표시된다.  {(t−1)(t−2)/2, −t(t−2), t(t−1)/2}의 세 함수들은 이차 다항식 다른 기저함수가 되며 라그랑주 기저라고 불린다. 체비쇼프 다항식의 처음 세 항도 2차 다항식의 다른 기저함수가 된다.

### 푸리에 기저
사인과 코사인은 제곱해서 적분가능한 함수들의 (정규직교) 샤우데르 기저가 된다. 예를 들어 다음 함수들의 모음은
{\displaystyle \{{\sqrt {2}}\sin(2\pi nx)\;|\;n\in \mathbb {N} \}\cup \{{\sqrt {2}}\cos(2\pi nx)\;|\;n\in \mathbb {N} \}\cup \{1\}}
L2(0,1)의 기저를 이룬다.

## 같이 보기
- 기저 (선형대수학)
- 바탕 함수 집합
- 쌍대기저
- 쌍직교계
- 정규 직교 기저
- 내적공간
- 직교다항식
- 푸리에 급수
- 조화해석학
- 조화 웨이블릿
- 방사형 기저 함수
- 유한요소법
- 함수해석학
- 수치해석학